# Ditja bolsjogo goroda
Ditja bolsjogo goroda (ryska: Дитя большого города) är en rysk dramafilm från 1914, regisserad av Jevgenij Bauer.

## Rollista
- Jelena Smirnova – Manetjka/Mary
- Nina Kosljaninova – Manetjka i barndomen
- Michail Salarov – Viktor Kravtsov
- Arsenij Bibikov – Kramskoj, Viktors kamrat
- Emma Bauer – dansare
- Lidia Tridenskaja – tvätterskan Masja
- Leopold Iost – lackej [4]